# 伊万·鲁利特捷金
伊万·伊万诺维奇·鲁利特捷金（俄语：Иван Иванович Рультытегин，羅馬化：Ivan Ivanovich Rultytegin，1924年—1962年），楚科奇族，苏联政治人物，曾任苏联共产党楚科奇民族区书记，以及楚科奇民族区执行委员会主席、最高苏维埃民族院代表等职。

## 生平
鲁利特捷金出生在一个驯鹿牧民家庭，他自幼失怙，早年在塔瓦伊瓦阿姆一带放牧。1935年鲁利特捷金参加了当地以斯大林命名的集体农庄（苏共二十二大后改回塔瓦伊瓦阿姆原名），在农庄的学校里读了四年书，完成学业后成为农庄的牧民兼会计。不久后，鲁利特捷金加入了共青团。
苏德战争爆发后，鲁利特捷金加入了一个名为“红色亚兰吉”的组织（俄语：Красной яранги），同时积极关注战事，曾为建造轰炸机捐赠过6,000卢布，他一度成为红色亚兰吉的负责人。1947年，鲁利特捷金加入联共（布），在楚科奇文化和教育工作部担任检查员。此后不久，他赴哈巴罗夫斯克边疆区的苏共党校深造，1950年毕业后在楚科奇区党委宣传部担任讲师，1952年升任苏共楚科奇区委书记（并非第一书记）。
1954年3月，鲁利特捷金当选楚科奇选区最高苏维埃民族院代表，4月1日当选楚科奇民族区执行委员会主席。在任内，鲁利特捷金主持了楚科奇地区农业、工业、畜牧业、文化教育的发展工作，金矿的开采在他的任内开始，他还主导建设了大量住宅，许多楚科奇人从他们传统的亚兰加帐篷中搬入了新住宅中。
1961年，鲁利特捷金升迁至苏共马加丹州的党委工作，翌年在一次飞往楚科奇的航班中因飞机失事去世。